# Gottfrid Gräsbeck
Gottfrid Gustaf Unosson Gräsbeck, född 15 februari 1927 i Åbo, död 19 juli 2010 i Åbo, var en finländsk tonsättare och dirigent. Han är far till violinisterna Manfred Gräsbeck och Eva Gräsbeck, pianisten Folke Gräsbeck, pianisten och pianoläraren Solveig Gräsbeck och sångerskan Yvonne Gräsbeck.
Gottfrid Gräsbeck började sin tonsättarbana som radikal modernist, men kom med tiden att följa ett mer fritonalt och nyromantiskt idiom. Hans långa karriär som kördirigent vid Åbo Akademi gjorde att en stor del av hans produktion var inriktad på körmusik. Åren 1955–1990 var han dirigent för Akademiska orkestern vid Åbo Akademi, studentkören Brahe Djäknar och Florakören.
Han erhöll Pro Finlandia-medaljen 1982.

## Utmärkelser
- Riddartecknet av I klass av Finlands Lejons orden,  1968[1]
- Pro Finlandia-medaljen av Finlands Lejons orden,  1982[1]

[Redigera Wikidata]

### Uppslagsverk
- ”Gräsbeck, Gottfrid”. Biografiskt lexikon för Finland. Helsingfors: Svenska litteratursällskapet i Finland. 2008–2011. URN:NBN:fi:sls-5460-1416928958066
- Gräsbeck, Gottfrid i Uppslagsverket Finland (webbupplaga, 2012). CC-BY-SA 4.0
- Finnish music information centre[död länk]